# AGM-62 Walleye

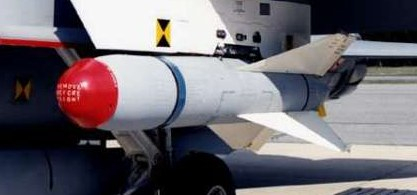
Un AGM-62 Walleye attaché à un avion.

Le AGM-62 Walleye était une bombe guidée par télévision. Fabriquée par Martin Marietta, elle fut mise en service par les forces armées des États-Unis dans les années 1960. La plupart embarquait une ogive d'explosif à haute efficacité pesant 113 kg et quelques-unes emportaient une ogive W54. Le Walleye fut remplacé par l'AGM-65 Maverick.

## Histoire
Le Walleye fut la première bombe guidée de précision conçue pour frapper des cibles avec le minimum de dommages collatéraux. Cette bombe n'avait aucun système de propulsion autonome : une fois lâchée d'un avion, elle était manœuvrée par un système faisant appel aux technologies de la télévision pendant son vol vers la cible. Alors que le pilote de l'avion plongeait vers la cible, une caméra installée dans le nez de la bombe transmettait des images à un moniteur dans le cockpit. Lorsqu'il obtenait une image claire de la cible, il pointait la destination et lâchait la bombe, laquelle continuait vers la cible de façon autonome. La bombe était du type tire et oublie, car le pilote pouvait modifier la trajectoire de l'avion tout en continuant à observer le moniteur. Elle se dirigeait vers la cible à l'aide d'ailerons. Des versions ultérieures permirent d'augmenter la portée du système de communications et le pilote pouvait modifier la course de la bombe.
L'idée d'une bombe guidée par circuit de télévision apparut à la suite de discussions entre ingénieurs au Naval Ordnance Test Center (devenu plus tard le Naval Air Weapons Station China Lake) à China Lake, Californie. L'un des ingénieurs, Norman Kay, construisait des télévisions à la maison comme passe-temps. Il avait construit une caméra iconoscopique en 1958 qui pouvait faire « des choses amusantes », se rappelle l'un de ses collègues, William H. Woodworth. 

« Il se rendit compte qu'il pourrait construire un petit circuit dans cet appareil qui pourrait afficher une petite marque dans l'image, et il pouvait faire se déplacer la petite marque dans l'image pour effectuer le suivi d'objets. »

Les deux ingénieurs, bientôt rejoints par d'autres personnes, décidèrent d'explorer cette idée et obtinrent rapidement des fonds de l'US Navy. Adaptant des technologies mises au point pour l'AIM-9 Sidewinder et mettant au point des composantes à partir de rien, le groupe développa la bombe en moins de quatre ans. Parmi les nouveautés mises au point, citons la première caméra de télévision solid state sans tube à vide et le premier amplificateur à impédance entrante de valeur nulle (zero-input-impedance).
Le groupe travailla le soir et les week-ends pour respecter les délais et convaincre l’US Navy de la valeur du projet. Woodworth alla jusqu'à prendre un congé d'une année pour étudier à ses frais les notions théoriques nécessaires au projet. Larry Brown travailla sans relâche pour analyser les paramètres de trajectoire, utilisant un calculateur analogique. Jack Crawford possédait une étonnante « intuition des phénomènes physiques » et put voir plusieurs des comportements de vol de la bombe avant qu'elle ne fut construite.
Le 29 janvier 1963, un YA-4B Skyhawk, piloté par le commander J. A. Sickel, lâcha la première Walleye à China Lake. Elle frappa la cible. Martin Marietta reçut sa première commande pour fabriquer la Walleye en 1966 et la bombe fut mise en service dans l’US Navy et l’US Air Force l'année d'après. La Walleye I transportait une ogive de 1 100 livres et avait une portée de 30 km.

## Guerre du Viet Nam
En 1967, les pilotes de l’US Navy lancèrent plusieurs bombes avec succès lors de la guerre du Viet Nam. Le 19 mai 1967, anniversaire de Ho Chi Minh, un avion du USS Bon Homme Richard lança une Walleye qui tomba directement sur la centrale électrique de Hanoï, principale source d'énergie de la ville. Deux jours plus tard, une Walleye frappa à nouveau la centrale, mettant définitivement fin à sa production d'énergie.
Alors que les cibles non renforcées comme les centrales électriques, résistaient mal aux Walleye, les constructions plus solides, comme les ponts ferroviaires nord-vietnamiens, ne pouvaient être détruites, même si la Walleye emportait 1 100 livres d'explosif à haute efficacité. Des frappes directes par des Walleye contre le pont Thanh Hóa au sud d'Hanoï en 1967 ne purent l'affaiblir, incapable de détruire une seule arche de ce pont réputé très solide.

## Walleye II,Fat Albert

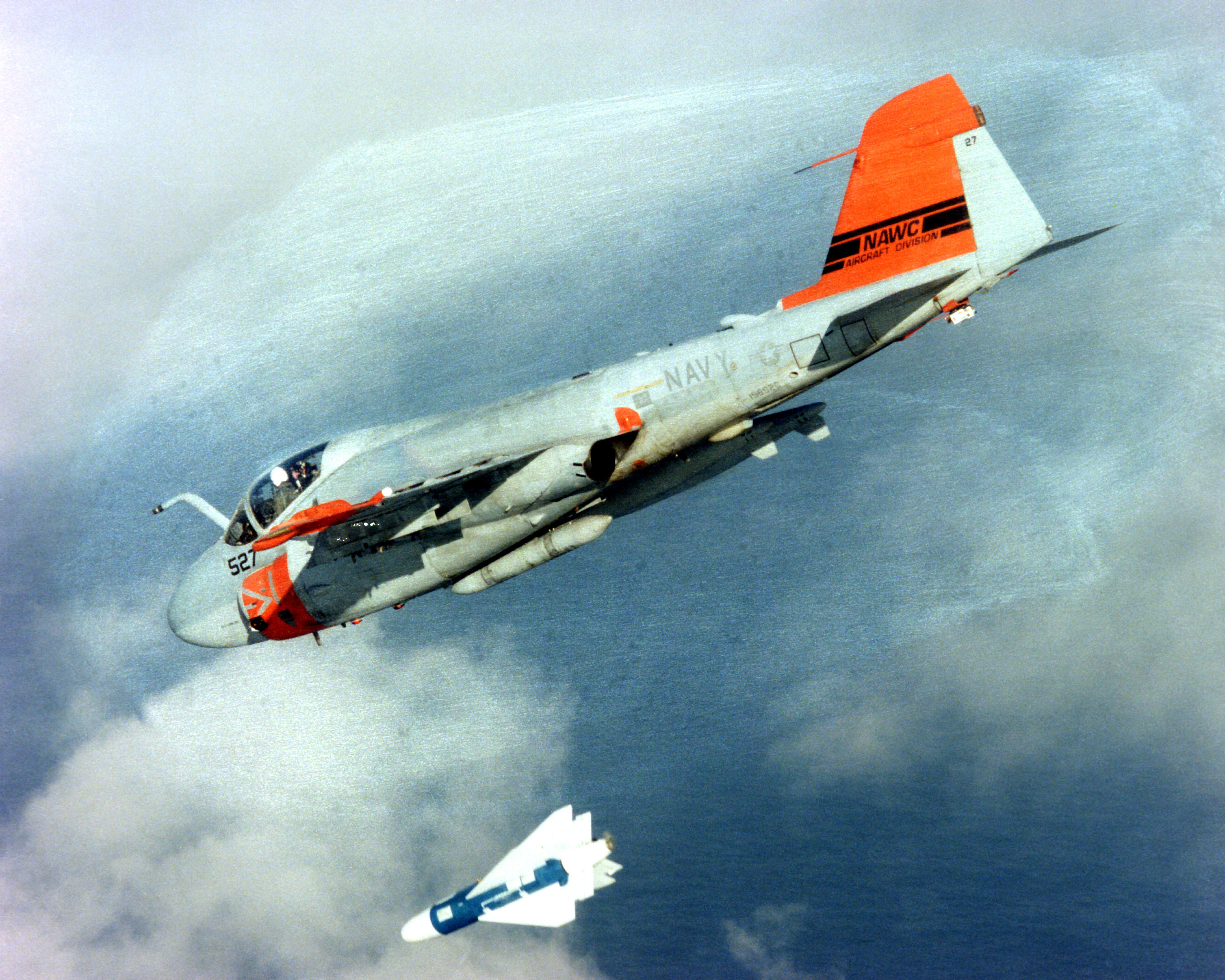
Un A-6E Intruder lâchant une Walleye II lors d'un test au NAWC Pax River en 1994.

Dans le but d'augmenter la capacité de destruction de l'armée américaine, les ingénieurs à China Lake mirent au point une bombe de 2 000 livres qui fut déployée au Vietnam à temps pour être utilisée lors des attaques contre Hanoi et Haiphong coordonnées dans le cadre de l'opération Linebacker. La Walleye II, surnommée Fat Albert en l'honneur d'un personnage du cartoon T'as l'bonjour d'Albert, possédait une plus grande portée de communication et pouvait frapper des cibles à 80 km de son point de lancement. Le 27 avril 1972, un vol de huit avions de l'US Air Force, deux transportant des bombes guidées au laser (BGL) de 2 000 livres et deux transportant des Walleye II, attaquèrent à nouveau le pont de Thanh Hoa. La couverture nuageuse empêcha l'envoi des BGL, mais cinq Walleye furent lâchées, causant d'importants dommages au pont, mais encore incapables de détruire l'une de ses arches. Le 13 mai, l’US Air Force parvint à détruire le pont avec des BGL de 3 000 et 2 000 livres. Les Nord-Vietnamiens réparèrent rapidement le pont, ce qui incita l’US Air Force et l’US Navy à envoyer 13 autres missions. Lors de l'une de ses missions, le 23 octobre, quatre A-7 Corsair en provenance du USS America détruisirent le pont avec une combinaison de Walleye II et de bombes conventionnelles de 2 000 livres.

## Performances globales
Même si les Walleye comptent pour moins de 6 % des munitions guidées employées par l'armée des États-Unis pendant la guerre du Viêt Nam, elles obtinrent d'excellents résultats dans les bonnes conditions. L’US Navy utilisa les Walleye contre les cibles les plus importantes et les plus durcies. L’US Navy utilisa des versions améliorées pendant l'opération Desert Storm.

### Traductions de
1. ↑  (en) « It occurred to him that he could build a little circuit into there that would put a little blip in the picture, and he could make the little blip track things that would move in the picture. »
2. ↑  (en) « intuitive feel for physical phenomenon »